# V402SH
V402SHはシャープが開発し、ボーダフォン日本法人（現ソフトバンクモバイル）が販売するPDC通信方式の携帯電話端末である。

## 特徴
テレビチューナつきで初めてスウィーベルスタイルを採用している。

## 付属品・オプション
- 電池パック
- 急速充電器
- 卓上ホルダー
- ソフトケース
- 電池カバー
- スイッチ付モノラルイヤホンマイク平型プラグ
- TVアンテナ接続ケーブル